# Jacques Bonfrère
Pour les articles homonymes, voir Bonfrère.
Jacques Bonfrère (en latin Jacobus Bonfrerius), né le 12 avril 1573 à Dinant et mort le 9 mai 1642 à Tournai, est un prêtre jésuite des Pays-Bas méridionaux. Linguiste et bibliste de renom, il a laissé d'importants commentaires des livres de l’Écriture sainte.

## Biographie
Après de bonnes études secondaires Jacques Bonfrère entre au noviciat de la Compagnie de Jésus, à Tournai, le 14 décembre 1592, à l'âge de 18 ans.
Durant sa formation jésuite, il étudie la théologie au théologat jésuite de Louvain, sous la direction, entre autres, de Cornélius a Lapide et y est ordonné prêtre vers 1607. Il est préfet des études (1619-1621) au collège jésuite de Dinant, et enseigne la théologie scolastique et l’Écriture Sainte au scolasticat de la province franco-belge, à Douai ; il est recteur du collège des Écossais (séminaire) de 1630 à 1632 dans la même ville de Douai. Il s'installe ensuite à Tournai.
De grande compétence dans les langues anciennes (il enseigne l'hébreu) et l'exégèse de la Bible), Bonfrère publie des ouvrages exégétiques très appréciés, en particulier un commentaire sur le Pentateuque avec une introduction générale aux Saintes Écritures, un autre sur les livres de Josué, les Juges et de Ruth avec un dictionnaire de géographie des lieux saints (Onomasticon). Dans son travail exégétique, il cherche avant tout à établir le sens littéral du texte, en comparant soigneusement la Vulgate de saint Jérôme avec le texte hébreu, la version des Septante et la paraphrase chaldéenne ou Targoum, en évitant tout autant la prolixité que la concision excessive.

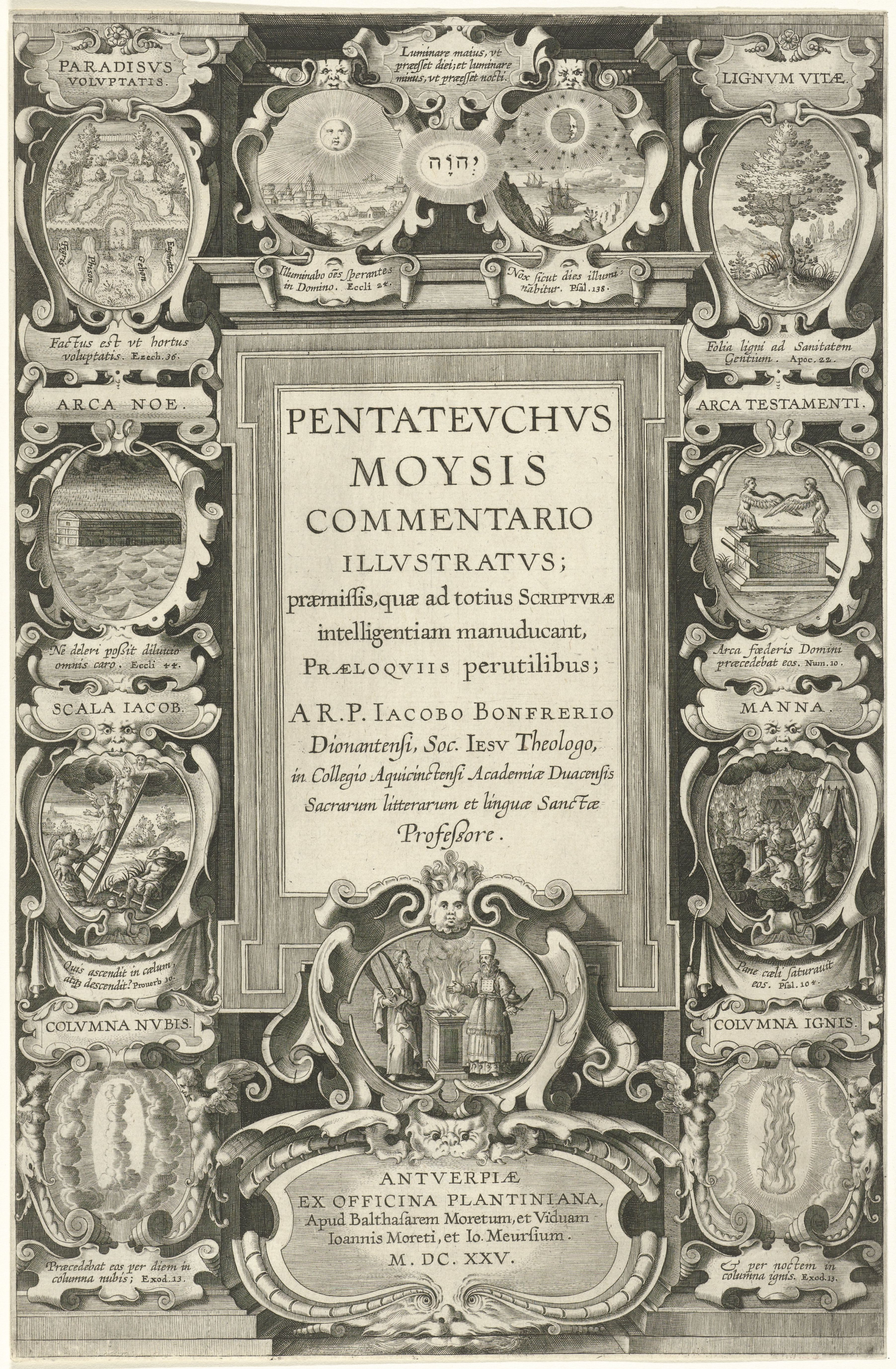
Page de titre de son commentaire du Pentateuque, 1625.

Il commente également les livres des Rois et des Chroniques, mais tous les exemplaires de son livre récemment imprimé furent détruits dans un incendie à l’imprimerie de Tournai. Parmi les manuscrits laissés à sa mort, se trouvent des commentaires de l’évangile de Matthieu et d’autres livres de l’Ancien (Esdras, Tobie, Judith, les Macchabées) et du Nouveau Testament (épitres de saint Paul, livre des Actes). 
Jacques Bonfrère travaillait un commentaire du Livre des Psaumes lorsqu’il meurt à Tournai le 9 mai 1642.

## Écrits
Bonfrère s’est appliqué d’abord à commenter les livres des Rois qu’il voyait généralement négligés par les exégètes. Mais les difficultés chronologiques qu’ils renferment l’ont obligé à se tourner auparavant vers le Pentateuque : il commente d’abord la Genèse, puis publie ses commentaires sur les cinq livres de Moïse à Anvers en 1625. Il y joint, sous le titre de Træloquia in S. Scripturam, une introduction à l’Écriture sainte.
Il publie, pour faire suite au précédent, un Commentaire sur les livres de Josué, des Juges et de Ruth. Comme le livre de Josué renferme beaucoup de noms de lieux, Bonfrère juge utile de joindre à son commentaire un Dictionnaire de géographie sacrée, fondé sur les travaux d’Eusèbe et de saint Jérôme et enrichi d’une carte géographique faite avec soin. Ce commentaire avec l'Onomasticon locorum Sanctae Scripturae est publié à Paris en 1631. L'Onomasticon seul sera republié en 1711 à Amsterdam sous le titre Onomasticon urbium et locorum Sacrae Scripturae (lire en ligne).
- Pentateuchus Moysis commentario illustratus, praemissis, quae ad totius Scripturae intelligentiam manuducant, praeloquiis perutilibus, Anvers, ex officina plantiniana, 1625 (lire en ligne).
- Josue, Judices et Ruth, commentario illustrati ... Accessit his Onomasticon in quo locorum Scripturae sacrae ... lux affertur, Paris, Sébastien Cramoisy, 1631 (lire en ligne).